# Projekt 11770
Projekt 11770, mit dem Decknamen „Serna“ (russisch „Серна“ für „Gämse“), ist eine Klasse von kleinen, schnellen Landungsbooten, deren Geschwindigkeit durch das Einpressen von Luft unter das Fahrzeug mittels einer Kombination aus hoher Geschwindigkeit und spezieller Rumpfform erhöht wird, was den Wasserwiderstand reduziert. Die Fahrzeuge wurden noch in der Sowjetunion als Ersatz für Projekt 1176 geplant, aber erst nach deren Zusammenbruch von der Russischen Föderation in den Jahren 1994 bis 2014 gebaut.

## Aufbau

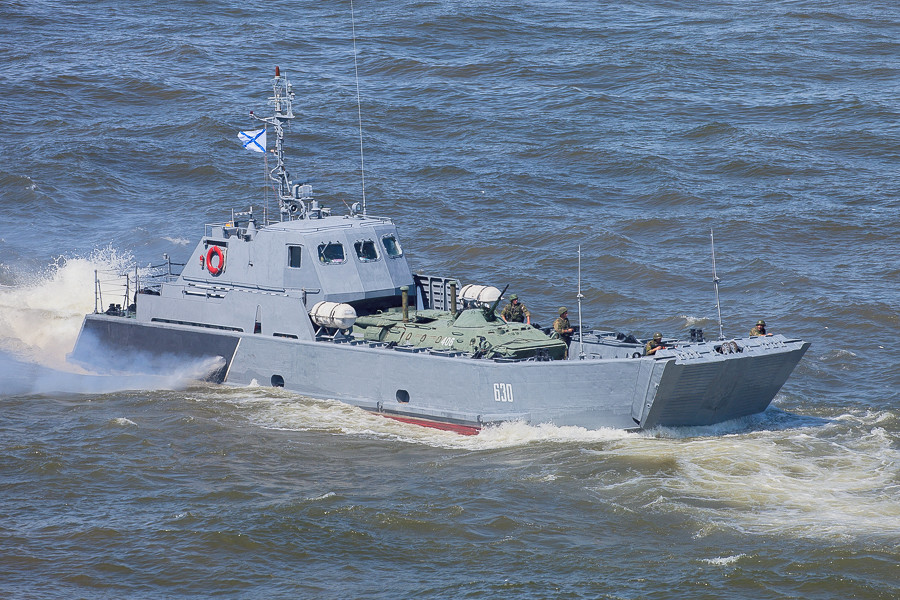
Projekt 11770 mit einem BTR-80-Schützenpanzer an Bord

Projekt 11770 hat ein 13,9 m × 4 m großes offenes Transportdeck, das über eine Rampe am Bug zugänglich ist. Dahinter befindet sich ein kleiner Brückenaufbau mit Steuerstand und darunter der Maschinenraum mit zwei Dieselmotoren.
Jedes Boot kann maximal einen Kampfpanzer vom Typ T-80U oder 60 voll ausgerüstete Marineinfanteristen transportieren.
Projekt 11770 war ursprünglich konstruiert, um von Schiffen des Projekts 1174 aus eingesetzt zu werden.

## Einheiten
16 Fahrzeuge des Projekts 11770 wurden von der Wolga Werft in Nischni Nowgorod gebaut. Vier davon wurden für den Export als Projekt 11771 mit veränderter elektronischer Ausrüstung konstruiert. Ein Schiff ging an Estland, die anderen an die Vereinigten Arabischen Emirate.

## Einsatz
Im Russisch-Ukrainischen Krieg wurde im Mai 2022 eines der Landungsboote durch eine Drohne des Typs Bayraktar TB2 zerstört. Zwei russische Landungsboote, ein Projekt 11770 und ein Projekt 1176, wurden am 10. November 2023 mit ukrainischen Seedrohnen angegriffen und versenkt.